# Sugaar

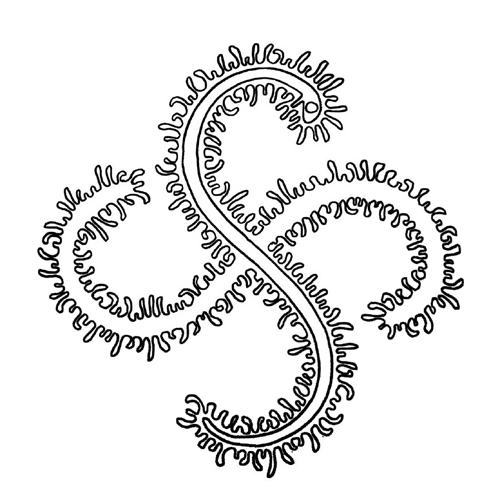
Representació moderna de Sugaar com una serp en forma de lauburu, realitzada per Josu Goñi

Sugaar o Maju és el consort de la Gran Deessa basca Mari. Té, tanmateix, un paper molt més fosc, lligat al tro i la tempesta. L'etimologia suggerida per a «Sugaar» és suge (serp) + ar (mascle): serp mascle, drac. També s'explica per su (foc) + gar (flama): flama del foc. L'etimologia de «Maju» és desconeguda.
Una llegenda biscaïna el vincula a l'origen mitològic del llinatge dels senyors de Biscaia. Segons aquesta llegenda, una princesa escocesa refugiada a Mundaka (la Princesa de Mundaka mitològica) va tenir un encontre eròtic amb Sugaar, d'on naixeria Jaun Zuria, primer senyor mitològic (no històric) de Biscaia.